# FBS-TH
FBS-TH (Fall Bearbeitungs-SystemTHüringen) ist ein Fallbearbeitungssystem der Thüringer Polizei und des Landeskriminalamtes Thüringen.

## Inbetriebnahme
FBS-TH wurde 2012 von der Firma OPTIMAL SYSTEMS Vertriebsgesellschaft mbH aus Jena entwickelt. Es wurde Extra für die Thüringer Polizei und das Landeskriminalamt Thüringen entwickelt, um das bestehende ISTPOL (Informations-System der Thüringer POLizei) im Zuge einer Erneuerung zentraler Komponenten zu erweitern.

## Daten im FBS-TH
FBS-TH erfasst:
- Hinweise
- Zeugenaussagen
- Spuren
- Indizien

## Kosten und Kritik
Die Entwicklungskosten für FBS-TH belaufen sich auf 1,5 Millionen Euro. Zur Weiterentwicklung des Systems werden weitere Investitionen getätigt.
Im Laufe der Testphase wurde im Jahr 2013 ein Diebstahl zweier Laptops aus der Entwicklerfirma bekannt. Auf dem Rechner wurden sensible Daten zu einem ungeklärten Tod eines Kindes aus Jena vermutet. Laut des Landeskriminalamtes Thüringen fand man auf den Laptops zwar Besprechungsprotokolle zum FBS-TH und individuelle Dokumente aber keinerlei Ermittlungsunterlagen bzw. sonstige Daten zu oben genannten Tötungsdelikt.